# Afromevesia cylindropygialis
Afromevesia cylindropygialis là một loài tò vò trong họ Ichneumonidae.